# Fillskruckstjärnen
Fillskruckstjärnen är en sjö i Årjängs kommun i Värmland och ingår i Göta älvs huvudavrinningsområde. Sjöns area är 0,012 kvadratkilometer och den är belägen 293 meter över havet.